# Cycnia yosemitae
Cycnia yosemitae là một loài bướm đêm thuộc phân họ Arctiinae, họ Erebidae.